# ادمون هان
ادمون هان (بالفرنسية: Edmond Haan)‏ هو لاعب كرة قدم فرنسي، ولد في 25 مايو 1924 في شورندورف في ألمانيا، وتوفي في 15 أغسطس 2018. شارك مع منتخب فرنسا لكرة القدم. أما مع النوادي، فقد لعب مع نادي ستراسبورغ ونيم أولمبيك.

## وصلات خارجية
- ادمون هان على موقع قاعدة بيانات كرة القدم.إي يو (الإنجليزية)
- ادمون هان على موقع ناشيونال فوتبول تيمز (الإنجليزية)
- ادمون هان على موقع عالم كرة القدم.نت (الإنجليزية)